# Distichopora asulcata
Distichopora asulcata is een hydroïdpoliep uit de familie Stylasteridae. De poliep komt uit het geslacht Distichopora. Distichopora asulcata werd in 2005 voor het eerst wetenschappelijk beschreven door Cairns. 